# Frei Rogério
Frei Rogério – miasto i gmina w Brazylii, w stanie Santa Catarina. Znajduje się w mezoregionie Serrana i mikroregionie Curitibanos.